# Colaranea
Colaranea is een geslacht van spinnen uit de  familie van de wielwebspinnen (Araneidae).

## Soorten
- Colaranea brunnea Court & Forster, 1988
- Colaranea melanoviridis Court & Forster, 1988
- Colaranea verutum (Urquhart, 1887)
- Colaranea viriditas (Urquhart, 1887)